# Bahnstrecke Winterswijk–Bocholt
| |                      |                                               |                                               |
| Streckennummer (DB): | 2264                 |                                               |                                               |
| Kursbuchstrecke (DB): | zuletzt 235a         |                                               |                                               |
| Streckenlänge: | 17,47 km             |                                               |                                               |
| Spurweite: | 1435 mm (Normalspur) |                                               |                                               |
| Streckengeschwindigkeit: | zuletzt 20 km/h      |                                               |                                               |
| |                      |                                               |                                               |
| \| \| \| Strecke von Zutphen \| \| \| \| 0,00 \| Winterswijk \| Winterswijk \| \| \| \| Strecke nach Zevenaar \| \| \| \| \| ehem. Strecke nach Burlo-Borken \| \| \| \| \| \| \| \| \| 6,90 \| Bocholt Grenze Niederlande/Deutschland \| Bocholt Grenze Niederlande/Deutschland \| \| \| \| \| \| \| \| 10,78 \| Barlo (b Bocholt) (alt) \| Barlo (b Bocholt) (alt) \| \| \| \| ehem. Strecke von Borken-Rhede \| \| \| \| 15,90 \| Barlo Anst \| Barlo Anst \| \| \| \| Bocholter Aa \| \| \| \| 17,47 \| Bocholt \| Bocholt \| \| \| \| \| \| \| \| \| Anschlussgleis, ehem. Strecke nach Empel-Rees \| \| \| \| \| \| \| \| \| \| Strecke nach Wesel \| \| \| \| \| \| \| \| Quellen: [1] \| \| \| \| |                      |                                               |                                               |
| Strecke |                      | Strecke von Zutphen                           | Strecke von Zutphen                           |
| Bahnhof | 0,00                 | Winterswijk                                   | Winterswijk                                   |
| Abzweig ehemals geradeaus und nach rechts |                      | Strecke nach Zevenaar                         | Strecke nach Zevenaar                         |
| Abzweig geradeaus und nach links (Strecke außer Betrieb) |                      | ehem. Strecke nach Burlo-Borken               | ehem. Strecke nach Burlo-Borken               |
| |                      |                                               |                                               |
| Grenze (Strecke außer Betrieb) | 6,90                 | Bocholt Grenze Niederlande/Deutschland        | Bocholt Grenze Niederlande/Deutschland        |
| |                      |                                               |                                               |
| Bahnhof (Strecke außer Betrieb) | 10,78                | Barlo (b Bocholt) (alt)                       | Barlo (b Bocholt) (alt)                       |
| Abzweig geradeaus und von links (Strecke außer Betrieb) |                      | ehem. Strecke von Borken-Rhede                | ehem. Strecke von Borken-Rhede                |
| Blockstelle (Strecke außer Betrieb) | 15,90                | Barlo Anst                                    | Barlo Anst                                    |
| Brücke über Wasserlauf (Strecke außer Betrieb) |                      | Bocholter Aa                                  | Bocholter Aa                                  |
| Kopfbahnhof Strecke bis hier außer Betrieb | 17,47                | Bocholt                                       | Bocholt                                       |
| |                      |                                               |                                               |
| Abzweig geradeaus und nach rechts |                      | Anschlussgleis, ehem. Strecke nach Empel-Rees | Anschlussgleis, ehem. Strecke nach Empel-Rees |
| |                      |                                               |                                               |
| Strecke |                      | Strecke nach Wesel                            | Strecke nach Wesel                            |
| |                      |                                               |                                               |
| Quellen: |                      |                                               |                                               |

Die Bahnstrecke Winterswijk – Bocholt ist eine ehemalige grenzüberschreitende Eisenbahnstrecke zwischen der niederländischen Provinz Gelderland und dem deutschen Land Nordrhein-Westfalen. Die rund 17 Kilometer lange Nebenbahn war eine von drei Strecken der Niederländisch-Westfälischen Eisenbahn-Gesellschaft (niederländisch: Nederlandsch Westfaalsche Spoorweg Maatschappij, kurz NWE/NWSM). Die 1880 eröffnete Strecke wurde zwischen 1931 und 1989 schrittweise stillgelegt und ist heute vollständig abgebaut. Der grenzüberschreitende Personenverkehr wird mit Taxibussen ab Barlo durchgeführt.

## Verlauf
Die Strecke hat eine Länge von rund 17,5 Kilometern und war als Nebenbahn klassifiziert. Im VzG-Streckenverzeichnis wird die Bahn unter der Nummer 2264 geführt. Die Trasse verlief überwiegend geradlinig in Nordost-Südwest-Richtung und wies keine größeren Kunstbauten auf.
Die Strecke begann im Bahnhof Winterswijk, wo Anschluss an die Strecken aus Zutphen und in Richtung Borken–Gelsenkirchen-Bismarck der NWE bestand. Sie verlief zusammen mit der Verbindung nach Bismarck in südöstlicher Richtung und trennte sich rund 1,2 Kilometer südlich von Winterswijk von dieser. Anschließend wandte sich die Bahn in einer langgezogenen Kurve Richtung Bocholt.
Die Staatsgrenze zwischen den Niederlanden und Deutschland wurde bei Streckenkilometer 6,9 erreicht. Am Kilometer 10,8 passierte die Bahn den Ort und heutigen Bocholter Stadtteil Barlo, hier war der einzige Unterwegshalt. Vor Erreichen des Bocholter Bahnhofs stieß die Bahnstrecke aus Münster hinzu und die Bocholter Aa wurde überquert. In Bocholt ging die Bahn direkt in die Strecke Wesel – Bocholt über. Daneben bestand Anschluss zur Nebenbahn Empel-Rees – Münster (Westf) Hbf.

## Geschichte
Die Niederländisch-Westfälische Eisenbahn-Gesellschaft (NWE) erhielt am 26. Juni 1878 die Konzession zum Bau einer Bahnstrecke, die das Ruhrgebiet auf möglichst direktem Weg mit dem Streckennetz der Hollandsche IJzeren Spoorweg-Maatschappij (HIJSM) verbinden sollte. Zusätzlich zu dieser Strecke beantragte die NWE die Genehmigung zum Bau einer Zweigbahn von Winterswijk nach Bocholt, wo wiederum ein Anschluss an die im gleichen Jahr eröffnete Strecke nach Wesel der Cöln-Mindener Eisenbahn-Gesellschaft (CME) bestand.
Die Betriebsführung der Bahn sollte die Bergisch-Märkische Eisenbahn-Gesellschaft (BME) übernehmen, die sich auf diesem Wege eine Anbindung an die Nordsee sicherte. Der vorläufige Betriebsüberlassungsvertrag kam am 7. Juni 1875 zustande.
Nach Unterzeichnung des notwendigen Staatsvertrages zwischen dem Königreich der Niederlande und dem Deutschen Kaiserreich am 31. Juli 1875 erhielt die NWE am 1. Dezember 1875 die vorläufige Konzession zum Bau beider Strecken. Nach Erfüllung weiter Voraussetzungen erteilte der preußische Minister für öffentliche Arbeiten am 11. Februar 1877 die endgültige Konzession.
Nach etwas mehr als dreieinhalb Jahren ging die Strecke zusammen mit der Bahn von Winterswijk nach Gelsenkirchen-Bismarck am 21. Juni 1880 in Betrieb, anderen Quellen zufolge erfolgte die Eröffnung zwei Monate nach der Borkener Bahn am 25. August 1880.
Mit Wirkung vom 1. Januar 1882 wurde die BME verstaatlicht und ihre Strecken in die Königliche Eisenbahn-Direction Elberfeld überführt. Die nach wie vor der NWE gehörende Strecke blieb von der Maßnahme zunächst unberührt. Preußen bemühte sich dennoch um einen Erwerb der Anlagen und erreichte am 8. April 1889 die Verstaatlichung der der NWE gehörenden Strecken zum 1. Juli 1889. Die Strecke fiel damit ebenfalls in den Zuständigkeitsbereich der KED Elberfeld.
Die Anschlussstrecke nach Wesel unterstand hingegen der KED Cöln rechtsrheinisch. Da das Netzgefüge der einzelnen preußischen Eisenbahndirektionen noch auf dem Privatbahnnetz basierte, veranlasste das Ministerium der öffentlichen Arbeiten die Umstrukturierung der Verwaltungen. Zum 1. April 1890 wechselten die Strecken von Bocholt nach Wesel und Winterswijk vorübergehend in den Zuständigkeitsbereich der KED Cöln rechtsrheinisch, ab 1. April 1895 war die neugeschaffene Königliche Eisenbahn-Direction Münster zuständig.
Die beiden von Bocholt ausgehenden Strecken waren nach der Verwaltungsreform praktisch eine Exklave der KED Münster. Zudem entsprach die Zuordnung nicht dem verfolgten Ziel, die Strecken diametral dem jeweiligen Direktionssitz zuzuordnen. So kam es zum 1. April 1899 zum Wechsel zur Königliche Eisenbahn-Direction Essen. Mit der schrittweisen Inbetriebnahme der Nebenbahn Empel – Bocholt – Borken – Coesfeld (Westf) – Münster (Westf) Hbf bestand wiederum ein Anschluss nach Münster, der in eine erneute Korrektur der Direktionsgrenzen mündete.
Der gesamte Knoten Bocholt einschließlich der Strecke nach Winterswijk wechselten zum 1. April 1905 erneut die Zuständigkeit. Infolge des nach Wesel ausgerichteten Verkehrs kam es am 1. April 1910 zur wiederholten Grenzkorrektur. Ab diesem Tag unterstand die Strecke ausschließlich des Bahnhofs Bocholt wiederum der KED Essen, der Bocholter Bahnhof verblieb hingegen im Bereich der KED Münster.

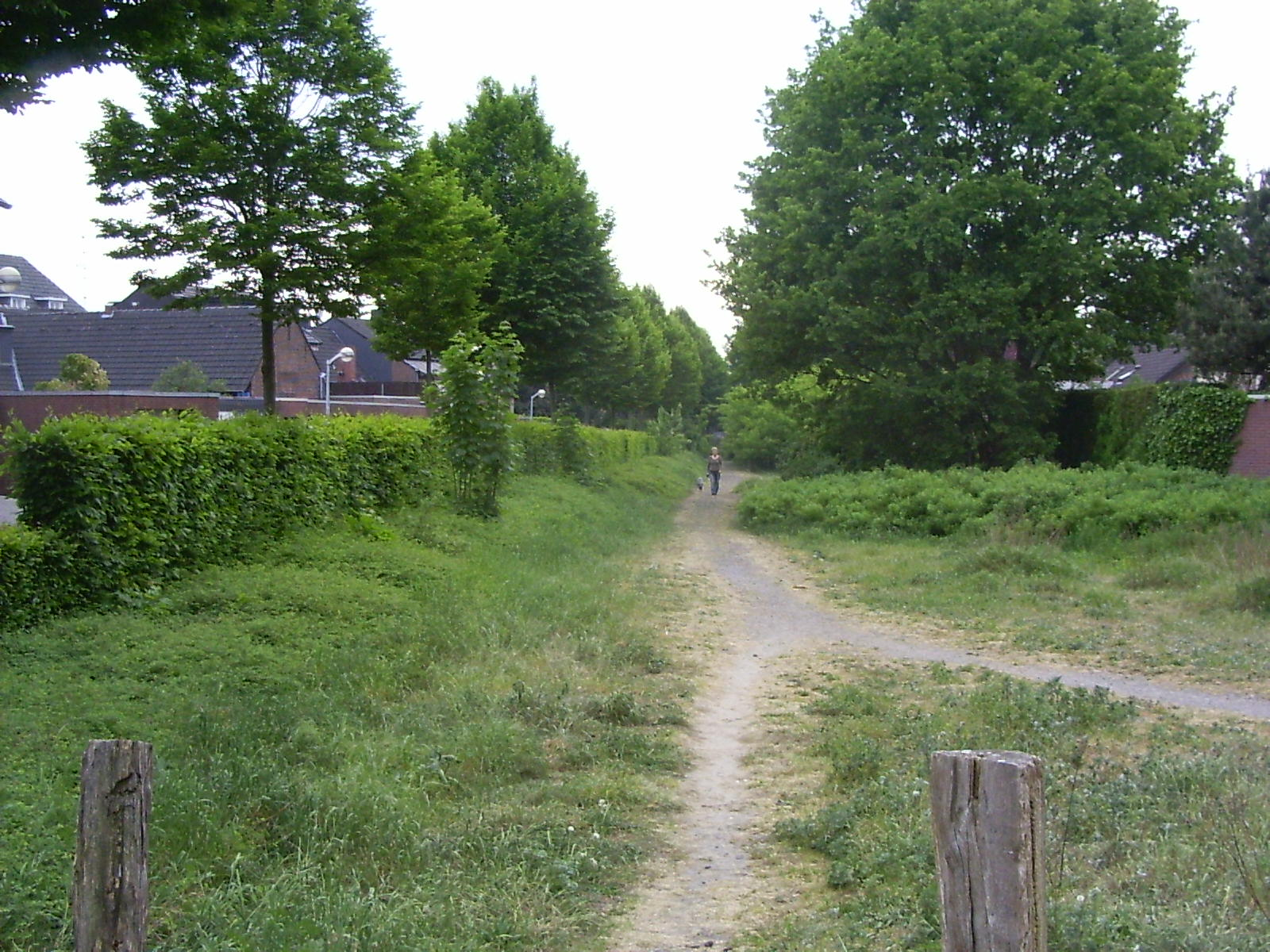
Ehemalige Trasse nach Winterswijk

Mit Beginn des Ersten Weltkrieges am 1. August 1914 kam der internationale Verkehr zum Erliegen, die Züge pendelten fortan zwischen Bocholt und Barlo. Der Personenverkehr war auch nach Kriegsende unterbrochen. In den 1920er Jahren verkehrten wieder vereinzelt Güterzüge über die Strecke und verbanden Wesel mit der niederländischen Region Twente, ihre Zahl war jedoch vergleichsweise gering.
Zum 5. Oktober 1931 folgte die Einstellung des Güterverkehrs, vorausgegangen war die Weltwirtschaftskrise Fünf Jahre nach der Einstellung des Verkehrs folgte die Stilllegung. 1942 wurde der Streckenabschnitt Winterswijk – Barlo abgebaut und die Schienen für die Rüstungsindustrie eingeschmolzen. Zwei Jahre später sollte die Strecke als Umfahrung des wichtigen Eisenbahnknotens in Borken wieder aufgebaut werden, das Vorhaben kam jedoch nicht zustande.
Auf dem Abschnitt zwischen Bocholt und Barlo wurde der Personenverkehr vermutlich 1952 eingestellt. Barlo wurde fortan nur von Güterzügen bedient, das Streckengleis bis zum Bahnhof später in eine Anschlussstelle umgewandelt. Am 24. September 1989 wurde der Abschnitt ebenfalls stillgelegt und die Gleise bis 1996 abgebaut. An den niederländischen Streckenabschnitt erinnert ein Wanderweg mit der Bezeichnung Oude Bocholtsebaan (deutsch: Alte Bocholter Bahn).